# Mego (label)
Mego (opérant depuis 2006 sous le nom Editions Mego) est un label indépendant de musique électronique, fondé à Vienne en 1994. En 26 ans d'activité, plus de 400 publications ont vu le jour.

## Orientation musicale
Le label Mego se distingue par son côté imprévisible, n'étant pas attaché à un style musical particulier. Il publie des artistes aussi variés que Fennesz, Russell Haswell, Oneohtrix Point Never, Bill Orcutt, ou le groupe Emeralds,, dans des styles qui vont "de la musique électroacoustique au metal en passant par la synthwave, le drone, l’ambient".
Parmi les albums ayant eu un fort impact et lancé les carrières de musiciens, le journaliste Tristan Bath mentionne Endless Summer de Fennesz, Returnal de Oneohtrix Point Never, et Ecstatic Computation de Caterina Barbieri.

## Histoire

### 1994–2005: Première phase de Mego
Le label Mego est fondé en 1994 par Ramon Bauer, Andreas Pieper et Peter Meininger. Le nom du label serait une référence à l'expression "My Eyes Glaze Over", du futurologue et géostratège américain Herman Kahn, ou une «expression de hacker pour indiquer qu’on a passé trop de temps devant l’écran». Ils sont rejoints en 1995 par l'anglais Peter Rehberg.
La première publication de Mego, en mai 1995, est le vinyle 12" Fridge Trax, une collaboration entre General Magic (Ramon Bauer et Andi Pieper) et Peter Rehberg (sous son nom de scène Pita). Il s'agit de compositions basées sur l'enregistrement d'un frigidaire. Durant cette même année 1995, Mego publie plusieurs vinyles 12": Die Mondlandung (par General Magic et Elin), Stützpunkt Wien 12, et Instrument de Fennesz.
Parmi les publications marquantes de cette première période figurent les premiers albums solo de Rehberg, Seven Tons For Free (1996) et de Fennesz, Hotel Paral.lel (1997). Tous deux sont distingués en 1999 par le Prix Ars Electronica pour la musique numérique.
En 1998 sort IT ISO161975, premier album de Florian Hecker.
En janvier 1999, des artistes du label Mego donnent trois soirées de concert au NTT InterCommunication Center à Tokyo. Parmi les artistes présents: le trio Fennesz / O’Rourke / Rehberg, Pita, General Magic, Fennesz, Farmers Manual, Russel Haswell (en) et Zbigniew Karkowski. Octobre 1999 voit la publication de Get Out, le deuxième album solo de Pita.
En décembre 1999 sort The Magic Sound of Fenn O’Berg, album qui réunit des enregistrements de cinq concerts du trio Fennesz, Jim O’Rourke et Rehberg donnés entre mai 1998 et juillet 1999 à Berlin, Hambourg, Paris, Vienne et Tokyo.

#### 2001:Endless Summer,Shojo ToshietSheer Hellish Miasma

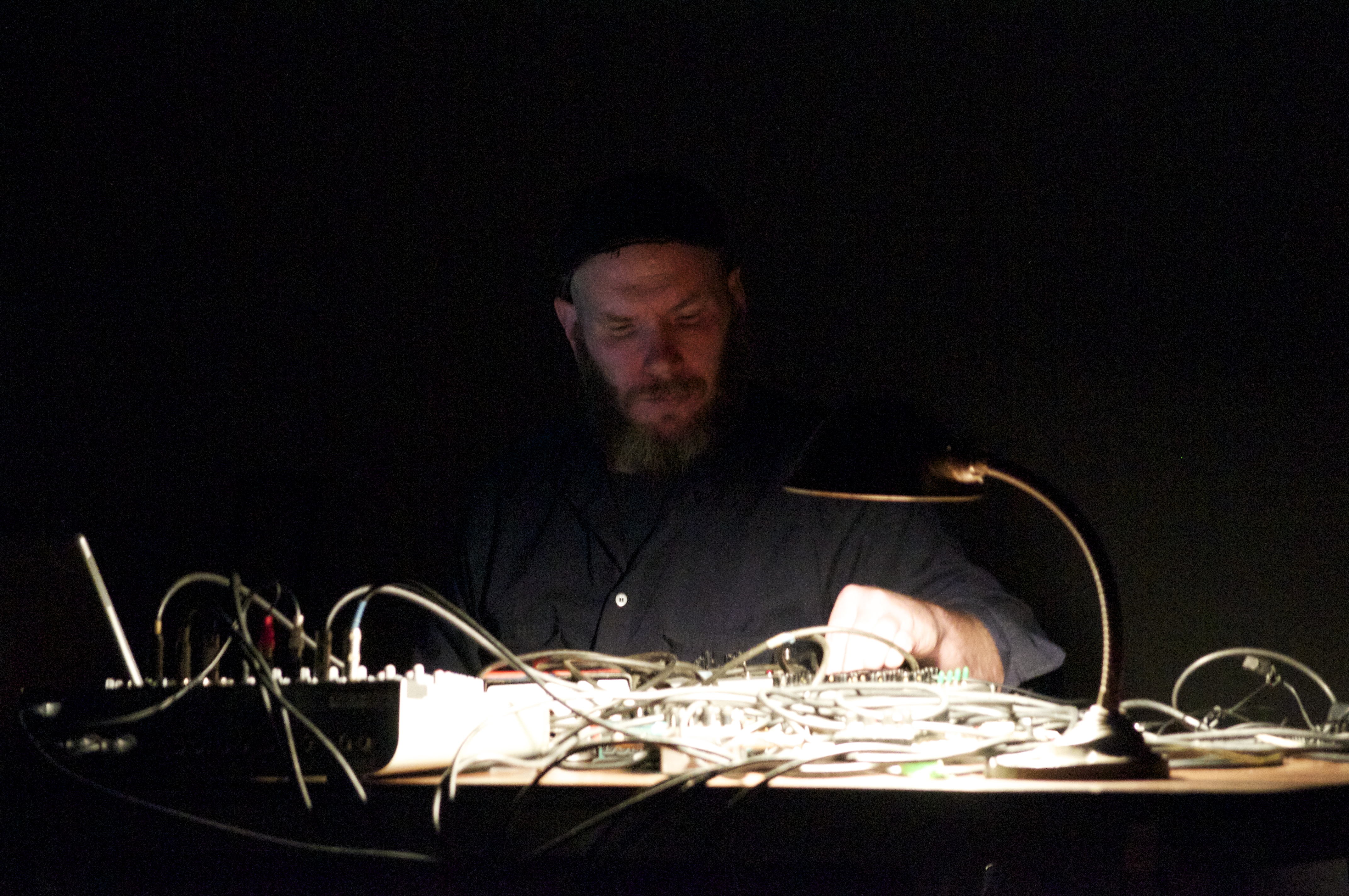
Kevin Drumm en concert

En 2001, les albums Endless Summer de Fennesz et Shojo Toshi de Noriko Tujiko proposent des univers sonores inhabituellement chaleureux et ensoleillés. À l'inverse, Sheer Hellish Miasma par Kevin Drumm se situe, selon Philip Sherburne, "entre le Metal Machine Music de Lou Reed et le black metal scandinave". L'année 2001 voit également des publications d'Ilpo Väisänen (son premier album solo Asuma), du trio IBM formé par Bruce Gilbert (en), Ilpo Väisänen et Mika Vainio (The Oval Recording), et de Jim O'Rourke (I'm Happy, And I'm Singing, And A 1, 2, 3, 4).

### 2006: Début des Editions Mego
En 2005, après 10 ans et 75 publications, Mego fait face à des difficultés financières. Ramon Bauer et  Andreas Pieper décident de stopper le label. Peter Rehberg fonde alors Editions Mego, qui poursuit le travail exploratoire et maintient disponible le catalogue de Mego.
En 2008, Editions Mego publie des disques de Gert-Jan Prins, Stephen O'Malley & Attila Csihar, KTL (Rehberg et O'Malley), Prurient, Popol Vuh, Angel (Ilpo Väisänen et Dirk Dresselhaus).
En 2009 sont publiés les albums Oblivio Agitatum de Bruce Gilbert, Kataract de Daniel Menche, The Crackle Of My Soul de Cindytalk, Trahnie de Lucio Capece & Mika Vainio et Man From Deep River de BJ Nilsen & Stilluppsteypa.
Les sorties en 2010 de deux artistes américains, Does It Look Like I'm Here? (en) par Emeralds, et Returnal (en) par Oneohtrix Point Never, indiquent une nouvelle orientation pour Mego, moins bruitiste et fortement marquée par les synthétiseurs analogiques. Ces deux albums figurent dans le top 10 de l'année 2010 du site Bleep.

### 2011: Sous-labels
Au sein de l'entité Editions Mego, Peter Rehberg institue dès 2011 plusieurs "sous-labels", qui sont le fruit de collaborations et dont la direction artistique est confiée à des artistes proches de Mego.
- Ideologic Organ, débuté en 2011, dirigé par Stephen O’Malley et consacré à la musique acoustique[15], publiant des artistes comme Eyvind Kang, Akos Rozmann ou Iancu Dumitrescu[11].
- KTL Live Archive, consacré à la publication des enregistrements de concerts du duo KTL.
- Old News, dirigé par Jim O’Rourke, dédié à l'édition d'enregistrements (anciens ou récents) de ce musicien.
- Sensate Focus, sous l'égide de Mark Fell (en), consacré à l'édition de "musique pouvant être jouée dans des boîtes de nuit" selon Rehberg[16]. Six disques y sont publiés entre 2012-2013.
- Spectrum Spools, débuté en 2011, dirigé par John Elliott (membre du groupe Emeralds), consacré à l'édition d'artistes émergents de musique électronique[17], comme Bee Mask ou David Borden (en). Spectrum Spools publie 49 sorties entre 2011 et 2019.
- Recollection GRM, dirigé par François Bonnet et Daniel Teruggi, consacré dès 2012 à la réédition sur vinyle d'œuvres "classiques" liées au Groupe de recherches musicales (GRM). Parmi les artistes publiés dans cette série: Michèle Bokanowski, Pierre Henry, Éliane Radigue, Luc Ferrari, Bernard Parmegiani...

Dans les années suivantes, le label devient plus productif que jamais: 50 productions sortent en 2012.
En janvier 2014, le label Mego est invité au CTM Festival à Berlin, et présente plusieurs concerts au cours de quatre soirées.
En 2015, le 20e anniversaire de la première publication Mego est célébré par une série de "label showcases". Des concerts ont lieu au cours de l'année, notamment à Tokyo, Vienne, Barcelone, Londres, Bâle, Hong Kong, Berlin et Stockholm,.
Parmi les albums emblématiques publiés durant ses dernières années d'activité, le critique Philip Sherburne cite Hubris (2016) de Oren Ambarchi, Ecstatic Computation (2019) de Caterina Barbieri, et Peel (2020) du musicien kényan KMRU.

### 2020: Portraits GRM
En 2020, Rehberg initie le label Portraits GRM, à nouveau en collaboration avec INA GRM. Cette série publie des œuvres électro-acoustiques contemporaines composées à la suite de commandes du GRM. Les premiers artistes publiés sont Jim O'Rourke, Lucy Railton, Max Eilbacher, Florian Hecker et Okkyung Lee.

### 2021: Mort de Peter Rehberg et dernières publications
Peter Rehberg meurt d'une crise cardiaque le 22 juillet 2021 à Berlin à l'âge de 53 ans. Le site The Quietus a annoncé que seuls les trois labels Ideologic Organ, Recollection GRM et Portraits GRM continueront à l'avenir leurs publications.
Le label Editions Mego termine ses activités avec les dernières publications planifiées par Rehberg, selon une liste rédigée de sa main: 
| Numéro catalogue | Artiste            | Titre                  | Sortie         |
| ---------------- | ------------------ | ---------------------- | -------------- |
| eMego 301        | Oscar Powell       | Piano Music 1-7        | août 2021      |
| eMego 306        | Klara Lewis        | Live In Montreal 2018  | janvier 2022   |
| eMego 295        | Nik Colk Void      | Bucked Up Space        | avril 2022     |
| eMego 302        | Hüma Utku          | The Psychologist       | mai 2022       |
| eMego 291V       | Melvin Gibbs       | Anamibia Sessions 1    | décembre 2022  |
| eMego 307        | Tujiko Noriko      | Crépuscule I & II      | janvier 2023   |
| eMego 308        | Grand River        | All Above              | février 2023   |
| eMego 299        | Material Object    | Telepath               | mars 2023      |
| eMego 312V       | NPVR               | 33 34                  | mars 2024      |
| eMego 311V       | Innode             | Grain                  | avril 2024     |
| eMego 310V       | Finlay Shakespeare | Directions Out Of Town | juin 2024      |
| eMego 313V       | Klara Lewis        | Thankful               | septembre 2024 |